# ماریز باستیه
ماریز باستیه (فرانسوی: Maryse Bastié‎؛ ۲۷ فوریهٔ ۱۸۹۸ – ۶ ژوئیهٔ ۱۹۵۲) خلبان اهل فرانسه بود.
وی همچنین برندهٔ جوایزی همچون لژیون دونور (فرمانده)، نشان شوالیه ملی لیاقت و صلیب جنگ ۱۹۴۵–۱۹۳۹ شده‌است.
ماریز باستیه در ۱۹۵۲ درگذشت و مقبره وی در گورستان مون‌پارناس است.

## نگارخانه

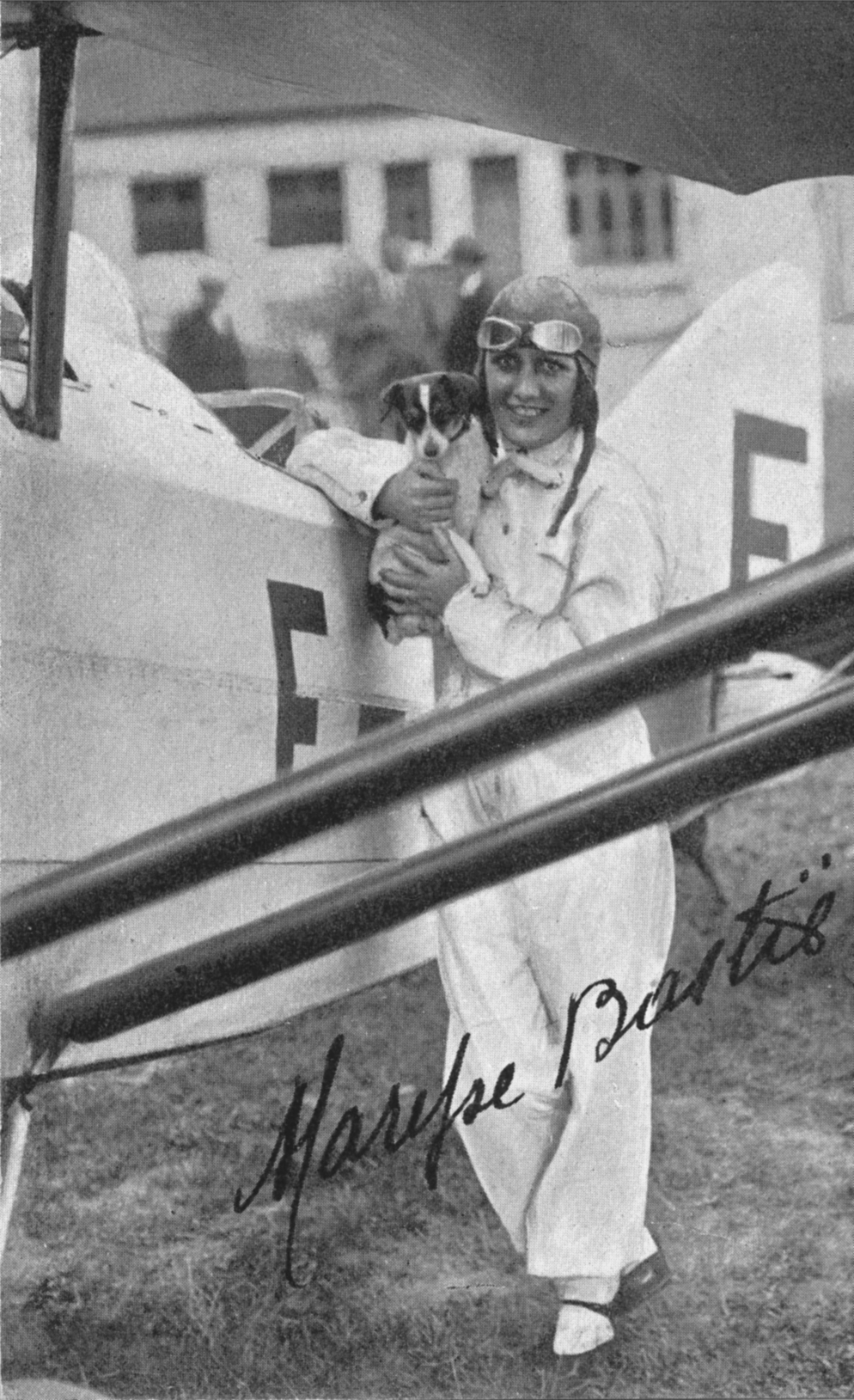